# Wey VV7

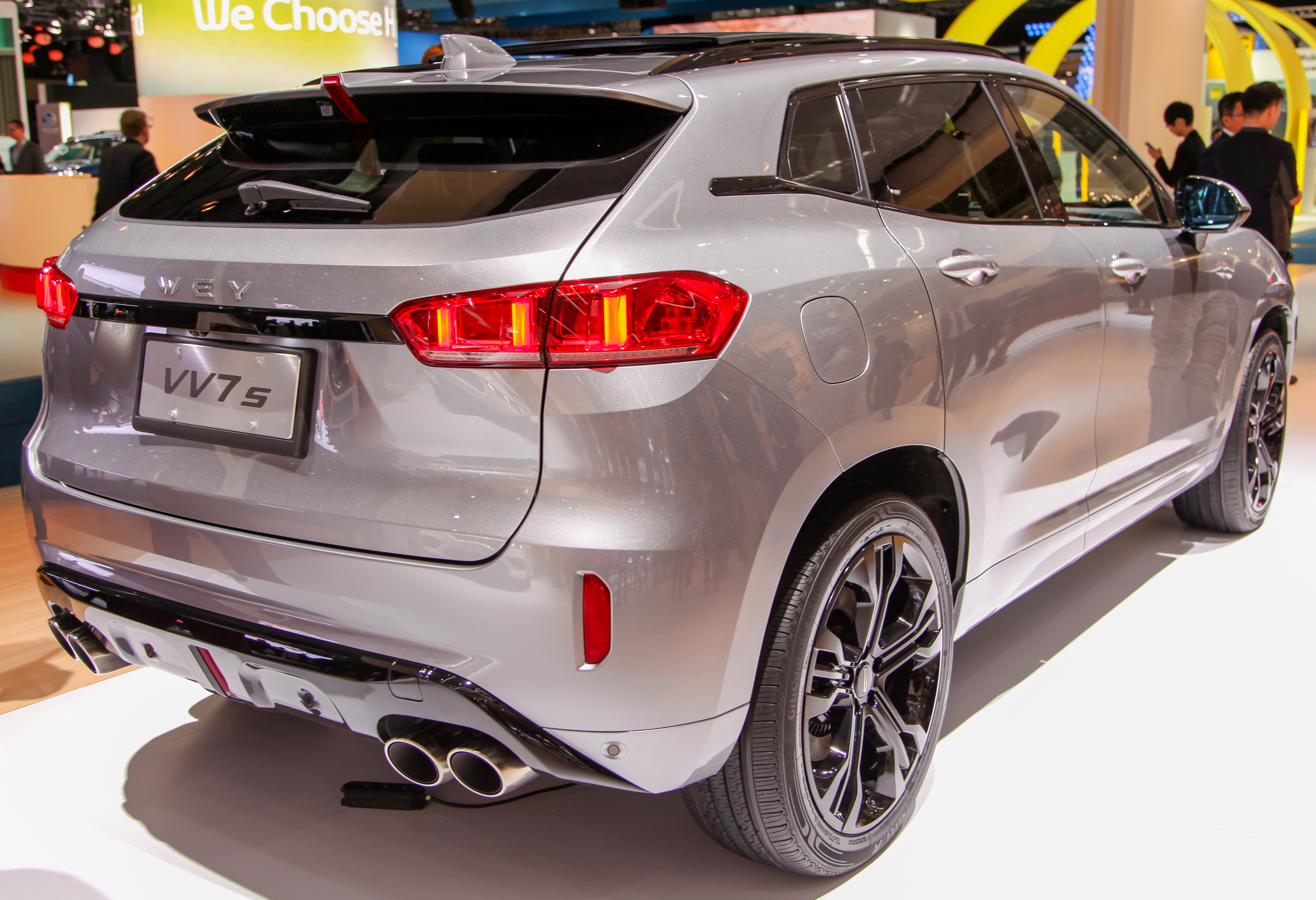
Heckansicht

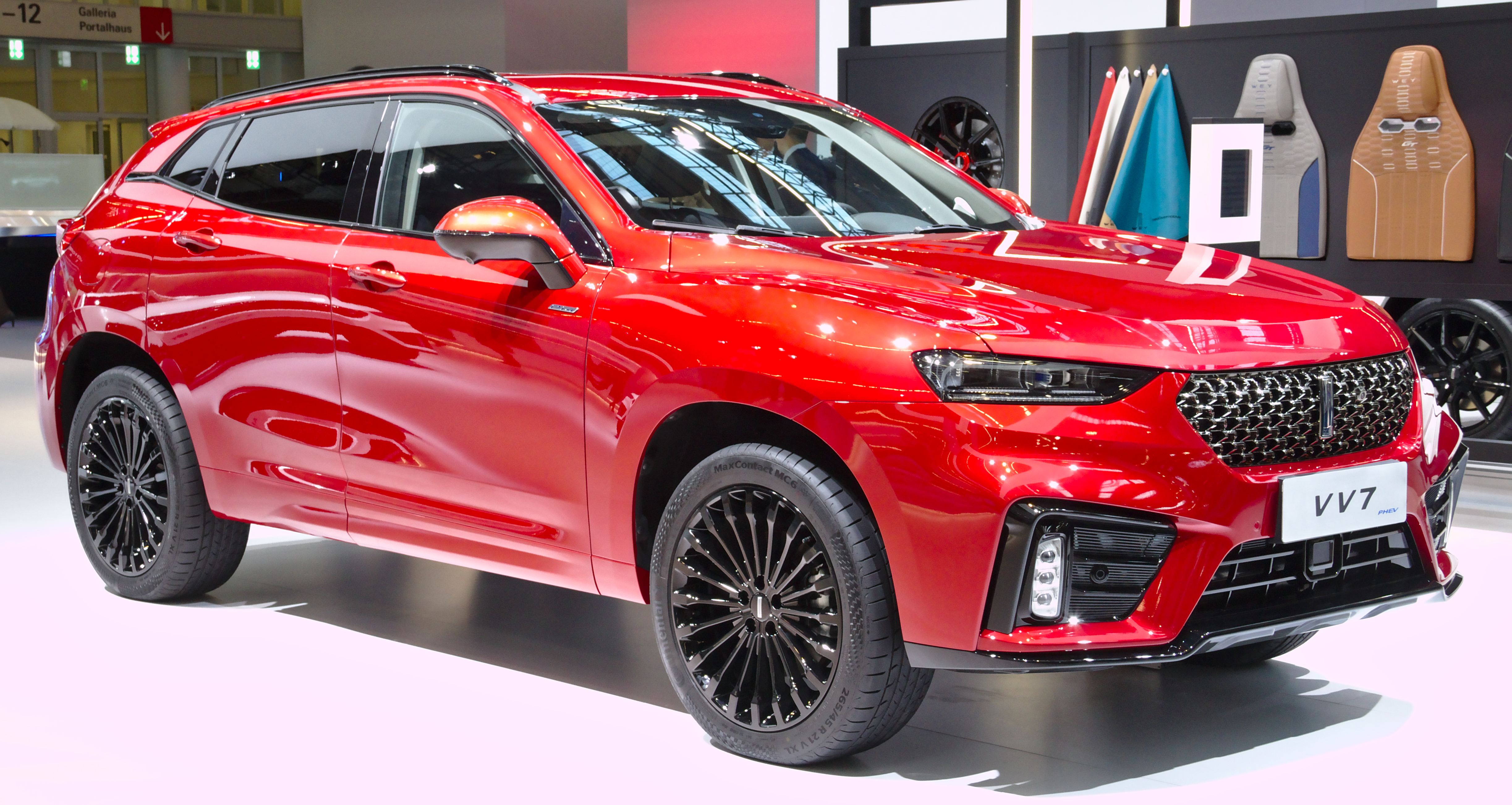
Wey VV7 PHEV auf der IAA 2019

Der Wey VV7 ist das erste Serienfahrzeug der zu Great Wall Motor gehörigen chinesischen Automobilmarke Wey.

## Geschichte
Das Sport Utility Vehicle wurde auf der Guangzhou Auto Show im November 2016 als Konzeptfahrzeug W01 vorgestellt und stand ab April 2017 als VV7 bei den chinesischen Händlern. Positioniert ist es über dem ab September 2017 erhältlichen Wey VV5. In Europa wurde der Wagen erstmals auf der IAA im September 2017 in Frankfurt am Main vorgestellt. In den Handel kam er dort aber nie. Auf der IAA im September 2019 präsentierte Wey auch eine Plug-in-Hybrid-Variante des SUV. Zudem wurde mit dem Wey VV7 GT eine Variante mit flacher auslaufendem Dachverlauf vorgestellt.
Angeboten wurde das Fahrzeug in zwei Varianten – als VV7c und als 16 mm längere, sportlichere Version VV7s. Den Antrieb übernimmt in beiden Versionen der aus dem Haval H7 bekannte Zweiliter-Turbo-Ottomotor. Die Plattform teilt sich das SUV mit dem Haval H6.

## Technische Daten
| Kenngrößen                                  | Wey VV7                        | Wey VV7                        | Wey VV7 PHEV                                                  |
| Bauzeitraum                                 | 09/2019–06/2021                | 04/2017–09/2019                | 09/2019–06/2021                                               |
| Motorkenndaten                              |                                |                                |                                                               |
| Motortyp                                    | R4-Ottomotor                   | R4-Ottomotor                   | R4-Ottomotor + 2 Elektromotoren                               |
| Motoraufladung                              | Turbolader                     | Turbolader                     | Turbolader                                                    |
| Hubraum                                     | 1967 cm³                       | 1967 cm³                       | 1967 cm³                                                      |
| max. Leistung                               | 167 kW (227 PS) bei 5500/min   | 172 kW (234 PS) bei 5500/min   | 167 kW (227 PS) bei 5500/min + 15 kW (20 PS) + 85 kW (116 PS) |
| max. Drehmoment                             | 387 Nm bei 1800–3600/min       | 360 Nm bei 2200–4000/min       | 387 Nm bei 1800–3600/min + 50 Nm + 195 Nm                     |
| Kraftübertragung                            |                                |                                |                                                               |
| Antrieb, serienmäßig                        | Allradantrieb                  | Allradantrieb                  | Allradantrieb                                                 |
| Getriebe, serienmäßig                       | 7-Gang-Doppelkupplungsgetriebe | 7-Gang-Doppelkupplungsgetriebe | 7-Gang-Doppelkupplungsgetriebe                                |
| Messwerte                                   |                                |                                |                                                               |
| Höchstgeschwindigkeit                       | 205 km/h                       | 205 km/h                       | 210 km/h                                                      |
| Beschleunigung, 0–100 km/h                  | 8,5 s                          | 9,8 s                          | 5,9 s                                                         |
| Kraftstoffverbrauch auf 100 km (kombiniert) | 7,7 l Super                    | 8,0 l Super                    | 1,6 l Super                                                   |
| Tankinhalt                                  | 65 l                           | 65 l                           | 48 l                                                          |
| Elektrische Reichweite                      | —                              | —                              | 70 km                                                         |